# Stures Dansorkester
Stures Dansorkester är ett svenskt reggaeband, grundat av Carl-Martin Vikingsson, frontman i reggaebandet Svenska Akademien. Tidigare hette bandet Sture Alléns Dansorkester men efter att språkforskaren och akademiledamoten Sture Allén hört av sig och bett dem ändra namnet blev det i slutet på 2006 Stures Dansorkester.
Bandet har sin grundkonstellation med sång/gitarr, bas, trummor och keyboard, men har även kör och blåssektion vid större evenemang.
Låtarna på bandets första album Långsamt Gift i Bestens Buk är mer reggae och mindre hiphop än Svenska Akademien, och många låtar är covers på gamla reggaeklassiker.  

## Diskografi
Album
- 2006 – Långsamt Gift i Bestens Buk (som "Sture Alléns Dansorkester")
- 2011 – Tillvaroturism